# 22K Minitape
22K Minitape é o extended play do rapper brasileiro MD Chefe. O EP foi lançado pela Sony Music Brasil e passou a ser comercializado no formato download digital e streaming em 28 de abril de 2022.

## Antecedentes e gravação
As gravações foram feitas no estúdio da OffLei Sounds, localizada no Rio de Janeiro, a qual MD Chefe é proprietário. A produção ficou por conta do rapper e produtor musical DomLaike, também proprietário do estúdio de gravação, e dos produtores FP, CHF, Rocco e Nagalli.
O EP foi projetado para ser uma homenagem ao público feminino de MD Chefe, sendo todas as faixas dedicadas a exaltação da autoestima da mulher. Sendo assim, MD Chefe decidiu convidar apenas artistas mulheres para participar das canções. Alguns nomes escolhidos foram de artistas pouco conhecidas, mas que o rapper considerou promissor, como Jady, Tshawtty e Kloe. E uma das faixas traz a participação especial da renomada cantora Negra Li.

## Lançamento e desempenho comercial
O EP foi lançado em abril de 2022, nas plataformas de streamings e download digital pela Sony Music. "22K Minitape" estreou na 38ª posição do chart da Apple Music Brasil no dia 29 de abril, e chegou até a 20ª colocação no dia 2 de maio.
O primeiro single "Burberry", foi lançado juntamente com seu videoclipe no dia 12 de abril de 2022 estreando em alta no YouTube na décima colocação. O segundo e o terceiro single do projeto "22K" e "Tato & Sutileza" foram lançados no dia 28 de abril de 2022. "22K" estreou em alta no YouTube no 12º lugar. A faixa de Interlúdio "King Size", apesar de não fazer parte da lista de singles do EP, também foi lançada junto com videoclipe, em 28 de abril de 2022.

## Lista de faixas
| N.º            | Título                           | Compositor(es)                      | Duração |  |
| 1.             | "Burberry (ft. Kloe)"            | Leonardo Barreto                    | 2:45    |  |
| 2.             | "22K (ft. Tshawtty)"             | Leonardo Barreto Thamairis de Moura | 2:51    |  |
| 3.             | "King Size (Interlúdio)"         | Leonardo Barreto                    | 1:43    |  |
| 4.             | "Tato & Sutileza (ft. Negra Li)" | Leonardo Barreto, Marvin MK         | 2:51    |  |
| 5.             | "Tiffany (Remix) (ft. Jady)"     | Leonardo Barreto Jady Albuquerque   | 1:47    |  |
| Duração total: | Duração total:                   | Duração total:                      | 10:37   |  |

Os créditos para compositores podem ser acessados no campo de créditos do álbum no Spotify.

## Desempenho nas paradas
| Paradas (2022)             | Melhor posição |
| -------------------------- | -------------- |
| Brasil (Apple Album Chart) | 20             |